# Oscar Mathisen
Oscar Wilhelm Mathisen, född 4 oktober 1888, död 10 april 1954, var en norsk skridskoåkare. Mathisen räknas som en av Norges främsta skridskoåkare genom tiderna och var känd som "Skøytekongen".
Han blev världsmästare 1908, 1909, 1912, 1913 och 1914, Europamästare 1909, 1912 och 1914 och Norgemästare 1907, 1909, 1910, 1912, 1913 och 1915. Mathisen satte 14 världsrekord under sin karriär, varav rekordet på 1 500 meter (på tiden 2.17,4) från 1914 slogs först 1937. 1916 blev Mathisen professionell skridskoåkare i USA.
Mathisen släppte sin självbiografi, "Mitt livs løp", 1946.
Oscar Mathisen tog sitt liv 1954 efter att först ha skjutit och dödat sin fru.

## Personliga rekord
- 500 m - 43,0 s
- 1 000 m - 1.31,1 m
- 1 500 m - 2.17,4 m
- 3 000 m - 5.25,0 m
- 5 000 m - 8.36,3 m
- 10 000 m - 17.22,6 m